# 藤森由香
藤森由香（日语：／ Fujimori Yuka */?、1986年6月11日—），出生於日本長野縣長和町，日本女子單板滑雪（女子個人）運動員，身高160cm，體重50kg。目前隸屬於新潟天鵝滑雪俱樂部，個人專屬事務所為avex。

## 生涯簡介
- 先後於長和町立長門小學校、依田窪南部中學校、東海大學附屬第三高等學校及JWSC全日本冬季運動專門學校完成學業。
- 所屬俱樂部：長和町滑雪俱樂部 - Team JWSC - 新潟天鵝滑雪俱樂部。
- 日本奧林匹克委員會奧運強化指定選手之一。
- 2006年都靈冬季奧運會，單板滑雪男女子個人項目正式納入冬季奧運比賽項目，藤森首次參與奧運比賽，最終名列第七。

## 馬失前蹄 - 溫哥華冬季奧運墮地受傷事件
2010年2月12日，藤森由香在溫哥華冬季奧運會比賽場地進行練習時，由於出現強風，導致失去平衡墮地，最終頭部著地受傷，被緊急送醫急救，所幸經過腦部掃瞄後證實腦部並未受創，於13日出院休養，並表示將按原定計劃於16日的單板滑雪女子個人賽中出場。但有消息人士指由於藤森的頭部右後側及腹部仍有輕度傷痕，並有挫傷症狀，因此能否如期出賽也出現一個很大的問號。
比賽當日，由於身體出現不適，經過隊醫判斷後認為不適合參賽，最終棄權，退出了本次奧運會的比賽。

## 外部連結
- 藤森由香個人官方網站
- 藤森由香avex官方網站
- 藤森由香個人官方部落格 （页面存档备份，存于）
- 日本奧林匹克委員會2010冬季奧運選手檔案 - 藤森由香 （页面存档备份，存于）